# Junta de Traslaloma
Junta de Traslaloma es un municipio español de la provincia de Burgos, comunidad autónoma de Castilla y León, perteneciente a la comarca de Las Merindades, en el extremo oeste del Valle de Losa. 

## Geografía
Está situado a unos 100 kilómetros de distancia de la capital de la provincia. Al norte del municipio los montes de la Peña sirven de barrera natural con el vecino Valle de Mena. Al oeste, una continuación de esos mismos montes separa el municipio de la Merindad de Montija. Con una extensión de 75,81 km², cuenta con una población de 152 habitantes.
El terreno es de vegetación no muy abundante, predominando el roble, la encina, el enebro y el pino de repoblación. Estas especies, junto con la roca caliza y la superficie dedicada a la explotación agrícola conforman el paisaje.

### Entidades de población
El municipio comprende nueve localidades.
| Entidad Local Menor | Localidad           | Población 2007 |
| ------------------- | ------------------- | -------------- |
| Castrobarto         | Castrobarto         | 46             |
| Colina              | Colina              | 19             |
| Cubillos            | Cubillos            | 28             |
| Las Eras            | Las Eras            | 17             |
| Lastras de las Eras | Lastras de las Eras | 17             |
| Tabliega            | Tabliega            | 17             |
| Villalacre          | Villalacre          | 18             |
| Villatarás          | Villatarás          | 18             |
| Villaventín         | Villaventín         | 12             |
|                     | Muga                | (deshabitado)  |

## Cultura

### Arquitectura
Las edificaciones populares siguen los rasgos propios del Valle de Losa, con casonas de planta cuadrada, con tejado a cuatro aguas, de dos o tres alturas coronados en una solana y con gruesos muros de mampostería.
Prácticamente todas las edificaciones religiosas conservan elementos románicos y góticos en su estructura.

## Historia
Una de las seis Juntas en que estaba dividida la Merindad de Losa, perteneciente al Corregimiento de las Merindades de Castilla la Vieja, jurisdicción de realengo con regidor pedáneo. Comprendía nueve lugares: Castro Obarto, Colina, Cubillos de Losa, Las Heras, Lastras de las Heras, Muga, Tabliega, Valmayor y Villatarás.
A la caída del Antiguo Régimen se constituye en ayuntamiento constitucional bajo el nombre de Junta de Traslaloma, en el partido de Villarcayo perteneciente a la región de Castilla la Vieja, comprendiéndolo los mismos nueve lugares y siendo su capital Castrobarto.
En 1887, el municipio de Junta de Traslaloma incorpora Villalacre y Villaventín, parte del territorio del municipio de Alforados de Losa.

## Demografía
Junta de Traslaloma cuenta con una población de 122 habitantes (INE 2024).
| Gráfica de evolución demográfica de Junta de Traslaloma entre 1842 y 2021 |
| |
| Población de derecho según los censos de población del INE. Población de hecho según los censos de población del INE.Entre el censo de 1887 y el anterior, crece el término del municipio porque incorpora a las entidades Villalacre y Villaventín de Aforados de Losa. |